# Сатта II
Сатта II (1690–1747) — король Камбоджі, який двічі правив країною в першій половині XVIII століття.

## Життєпис
Був сином короля Анг Ема. Вперше зійшов на престол у 20-річному віці після зречення батька.
Під час першої частини свого правління, 1730 року, втратив дві провінції Ме Са й Лонг Гор, що відійшли до В'єтнаму й отримали назви Мітхо і Віньлонг відповідно.
1736 року Сатта II був повалений в результаті палацового перевороту, в якому, серед інших, брала участь його дружина. Після цього король утік до В'єтнаму. 1749 року військовики відновили його на престолі, втім король був лише формальним правителем за реальної влади генералів. Того ж року в країні спалахнуло селянське повстання, що призвело до повалення Сатти II. Новим королем був проголошений Четта V, наймолодший син Томмо Рачеа III.